# Route nationale 481
Pour les articles homonymes, voir Route 481.
En France, la route nationale 481 (RN 481) relie Saint-Martin-le-Vinoux (en limite du territoire de la commune de Saint-Égrève) à Grenoble. Elle reprend une ancienne section de l'A48 qui a été déclassée en 2011.
Avant la réforme de 1972, la RN 481 reliait Cluny à Chagny. Elle a été déclassée en RD 981.

## Tracé actuel de Saint-Martin-le-Vinoux à Grenoble
- Saint-Martin-le-Vinoux (km 0)
- Grenoble (Porte de France) (km 4)

### Sorties
Section non-concédée à DIR Centre-Est et gratuite.
- Échangeur entre A480, A48 et RN 481 ( 15 Saint-Martin-le-Vinoux (sortie de l'A48)) : Lyon, Valence (A49), Saint-Égrève - nord, Aéroport de Grenoble-Isère (demi-échangeur ; de et vers Lyon)
  -    Début de la route nationale 481, 2x2 voies, limitation à 50 km/h.
  -  Limitation à 90 km/h
- 15 Saint-Martin-le-Vinoux - Z. I. : Z. I. Saint-Martin-le-Vinoux, Z. A. Saint-Égrève (demi-échangeur)
- 16 Grenoble - Europôle : Grenoble - Presqu'Île, Parc d'Oxford, Europole (demi-échangeur)
  -   réduction à 2 × 1 voies, limitation à 70 km/h.
- 17 Saint-Martin-le-Vinoux - centre : Saint-Martin-le-Vinoux, Saint-Égrève -sud (demi-échangeur)
  -   Fin de la route nationale 481 à Porte de France, RD 1075 à Grenoble.

### Projet
Selon la mairie de Grenoble qui met en place un projet urbain et architectural dans le quartier de l'esplanade situé à l'entrée de la ville, La RN 481 sera transformée en boulevard urbain. 
Son tracé sera alors décalé (sans autre précision) et un abaissement de la vitesse maximum autorisée sera également mis en place.

## Ancien tracé de Cluny à Chagny
- Cluny (km 0)
- Cormatin (km 13)
- Buxy (km 33)
- Givry (km 43)
- Chagny (km 57)